# Jerry Buttimer
Jerry Buttimer, né le 18 mars 1967 à Cork, est un homme politique irlandais, membre du Fine Gael, et Teachta Dála (député) pour la circonscription de Cork South-Central entre 2011 et 2016, et depuis 2024.
Depuis janvier 2025, il est secrétaire d'État au Transport rural et au Développement communautaire, aux Associations caritatives, au Gaeltacht et aux Îles.
De 2016 à 2020, il est le chef de la majorité au Seanad Éireann (chambre haute du parlement) dont il est le président de 2022 à 2024.
Il est sénateur pour le panel du travail de 2016 à 2024 et de 2007 et 2011.

### Sources
- (en) Cet article est partiellement ou en totalité issu de l’article de Wikipédia en anglais intitulé « Jerry Buttimer » (voir la liste des auteurs).